# Грбови рејона Рјазањске области
Грбови рејона Рјазањске области обухвата галерију грбова административних јединица руске области — Рјазањске области, са статусом градских округа и рејона, те њихове историјске грбове (уколико их има).
Већина грбова настала је након успостављања Руске Федерације и Рјазањске области, као њеног саставног субјекта.

## Грбови округа и рејона
- Грб рејона 
 Александро-Невски
- Грб рејона 
 Ермишински
- Грб рејона 
 Захаровски
- Грб рејона 
 Кадомски
- Грб рејона 
 Касимовски
- Грб рејона 
 Клепиковски
- Грб рејона 
 Кораблински
- Грб рејона 
 Милославски
- Грб рејона 
 Михајловски
- Грб рејона 
 Пителински
- Грб рејона 
 Пронски
- Грб рејона 
 Путјатински
- Грб рејона 
 Рибновски
- Грб рејона 
 Рјашки
- Грб рејона 
 Рјазањски
- Грб рејона 
 Сапошковски
- Грб рејона 
 Сарајевски
- Грб рејона 
 Сасовски
- Грб рејона 
 Скопински
- Грб рејона 
 Спаски
- Грб рејона 
 Старожиловски
- Грб рејона 
 Ухоловски
- Грб рејона 
 Чучковски
- Грб рејона 
 Шацки
- Грб рејона 
 Шиловски